# Дом Радомира Чирковича
Дом на улице Тургенева д. 1 в Белграде (серб. Зграда у улици Тургењевљевој бр. 1 у Београду), построенный в 1935 году, имеет историческое значение, как дом, в котором организована была работа Коммунистической партии Югославии. Представляет собой недвижимый объект культурного наследия и памятник культуры.

## Архитектура
Построен был как особняк белградского врача Радомира Чирковича. Здание находится на пересечении улиц Кирова и Тургенева в городском районе Чукарица, слегка сдвинуто в сторону от улицы, с небольшим садом перед торцевым фасадом. Особняк был построен по проекту районного инженера-архитектора Марка Андреевича, как угловое сооружение с двумя крыльями, главный фасад которого с террасой с лоджией выходит в сторону перекрестка, в то время как боковые фасады выходят на красную линию вышеуказанных улиц. Здание имеет два уровня, которые связывает каменная лестница. Оно построено из твердого материала — кирпича — и покрыто черепицей. Когда-то на этом здании были три входа: через два входа поступали с улицы Тургенева в помещения первого этажа, через третий, с улицы Кирова — в цокольный этаж. Один из первых двух входов потом заделан.
Кроме владельцев, в нем жили активисты КПЮ, Лазар Кочович и Петруша Кочович-Зорич. Уже с 1936 года здание стало местом, где собирались и периодически пребывали выдающиеся члены Коммунистической партии Югославии. Лазара Кочовича, который являлся членом Народно-освободительного движения. в 1943 году арестовали и впоследствии расстреляли в концлагере на Банице. Его сестра Петруша осталась проживать на этой же квартире до 1945 года.

## История
В канун Второй мировой войны месторасположение и ориентация этого сооружения были пригодными для целей Партии. По воспоминаним Петруши, а также других активистов в этом здании проводили встречи либо скрывались от гонений со стороны полиции многие активисты. Известно, что здесь пребывали: Сретен Жуйович, Мома Маркович, Светозар Вукманович-Темпо, Лепа Перович, Крсто Попивода, Милойко Мичунович, Джуро Стругар, Иван Милутинович, Благое Нешкович и другие. В здании в то время, в канун войны, проводились многочисленные встречи и совещания. Два наиболее важных совещания Краевого комитета КПЮ Сербии состоялись в феврале и марте 1941 в доме Радомира Чирковича на улице Тургенева д. 1. На мартовском совещании, состоявшемся 30 марта присутствовали: Йосип Броз Тито, Раде Кончар, Иван Милутинович, Джуро Стругар, Милош Матиевич, Лазар Колишевски, Любинка Милосавлевич, Давид Пайич, Радое Дакич, Иво Лола Рибар, Милован Джилас, Светозар Вукманович-Темпо и многие другие. На тему этой встречи был опубликован ряд трудов, наряду с воспоминаниями участников и ряда статьей в газетах и журналах; это мартовское событие описывали в том числе в монографии: «Чукарица, рабочее движение и НОБ», а также в шестой книге собрания сочинений Тито.